# Albert Rösti
Albert Rösti (Frutigen, 7 agosto 1967) è un politico svizzero, membro del Consiglio federale della Svizzera e a capo del Dipartimento federale dell'ambiente, dei trasporti, dell'energia e delle comunicazioni dal 1º gennaio 2023.